# Pellenes dyali
Pellenes dyali là một loài nhện trong họ Salticidae.
Loài này thuộc chi Pellenes. Pellenes dyali được Carl Friedrich Roewer miêu tả năm 1951.